# Карл XI
Карл XI (на шведски: Karl XI) е крал на Швеция от 5-годишна възраст след смъртта на баща му Карл X през 1660 г. Карл XI ще бъде запомнен с отстраняването на шведската аристокрация от властта, създаването на абсолютна власт на краля, реформиране на администрацията и военните сили, докато във външната политика съумява да запази ролята на страната като второстепенна сила, независима от външни субсидии.

## Произход и ранни години
Роден е на 24 ноември 1655 година в Стокхолм, Швеция. Той е единствен син на Карл Х и Хедвиг Елеонора Холщайн-Готорп. Образован е от майка си и от регентите, назначени от баща му по-скоро в практически умения, отколкото в академичен дух. През 1680 г. се жени за Улрика Елеонора Датска, починала през 1693 г.

## Управление
Неговото царуване се дели на две части: до 1672 г., когато от негово име управлява регентство, и от 1672 до 1697 г., когато управлява сам.

### (1660 – 1672)
През първия период аристокрацията, водена от егоистични интереси, разграбва земите на короната и води хаотична и безлична външна политика. Чичото на краля Магнус де ла Гарди монополизира регентството, успява да привърши с успех започнатата от предишния крал война (виж Малка северна война, 1655 – 1660) и се обвързва с френския крал Луи XIV, от когото получава субсидии за армията и флота. Възходът на търговията и основаването на Университета в Лунд през 1666 г. не могат да прикрият недостига на пари. Регентите се надяват, че няма да вървят срещу шведските интереси заради френските субсидии, но през същата 1668 г. са принудени да се обърнат против Луи, а през 1672 г. отново да приемат съюза му. Накрая в резултат на тази объркана политика шведите влизат във война с Бранденбург и демотивираната им армия претърпява унизителното поражение при Фербелин (юни 1675).

### (1672 – 1697)
Въпреки че става пълнолетен през 1672, едва през 1675 г., именно като последица от фербелинската битка Карл XI поема сам цялото управление. Швеция обаче не може да се измъкне лесно от така глупаво започнатата война (виж Сконска война). Нападната едновременно от Дания и Бранденбург Швеция си поема дъх едва след голямата победа при Лунд през декември 1676 г. и изчиства собствената си територия от датски войски след още година и половина. Владенията в Германия обаче са изгубени и само авторитетната намеса на Луи XIV през 1679 г. принуждава победоносния бранденбургски курфюрст Фридрих Вилхелм да върне всичко завзето. Оттук нататък Карл води неутрална политика, като не участва в голямата европейска война през 90-те години и поддържа нестабилен мир с Дания. Той защитава суверенитета на холщайнския херцог, негов съюзник на юг от Дания, чрез който винаги може да я манипулира.
Във вътрешната политика Карл използва страха от Сканската война, за да консолидира кралската власт и да я превърне в абсолютна. Съумява да лиши едрата аристокрация от нейната сила и богатство. Стреми се умишлено да се разграничи от демонстрирания от нея разкош а-ла-Версай. Умерен, скромен, въздържан и дори свенлив, той успява са спечели подкрепата на дребната аристокрация, селяните и гражданите за своята политика. В резултат със серия закони, прокарани през парламента (Риксдаген) от 1680 до 1693 г. той променя досегашното устройство на Швеция. Съживява политиката на редукция, започната от баща му – отнемане на земите на благородниците в полза на короната. Надхвърля смятаната за решаваща бариера от 25% и в края на управлението си той притежава 30% от земята на Швеция. Именно така той успява да се освободи от субсидийната зависимост от Франция, довела регентството до крах.
През Сканската война лишава от всякаква власт Съветът на магнатите (рад), който защитава аристократичните свободи от кралски посегателства и след това го трансформира в кралски съвет. През 1693 г. Риксдагенът го обявява „по божия воля и най-върховно наследствено право ... за абсолютен суверенен крал на Швеция“. Армията е поставена на съвсем нов принцип – войниците се набират по жребий, раздава им се земя, от която да се издържат, като в същото време получават и заплати. Това е отлично тренирана и въоръжена армия от граждани, която подобно на френската е обзета от дух на патриотизъм и ревността подкрепа за короната. По-късните победи на неговия син Карл XII показват верността на кралските реформи.
Управлението на Карл XI поставя основите на една силна шведска империя, която при по-продължителна работа би могла да оцелее дълго, но той умира от рак на стомаха на 41-годишна възраст. Въпреки големите си победи Карл XII не успява да съхрани делото на баща си и през Великата северна война Швеция претърпява поражение от Русия, Дания и Полша.